# Philippe Steiner
 (août 2022).
Pour les articles homonymes, voir Steiner.
Philippe Steiner, né le 30 septembre 1955, est un sociologue français, professeur émérite de sociologie à Sorbonne Université et chercheur au GEMASS.

## Biographie
Philippe Steiner naît le 30 septembre 1955. Il est élève de ENS de Cachan (1975-1980), et agrégé de sciences sociales (1979). Il est l'auteur d'une thèse d’histoire de la pensée économique sur l'école physiocratique soutenue à l'université de Nanterre. Il enseigne l’économie politique et la sociologie à l'université Paris-Dauphine (1985-2000), puis la sociologie à l’université Lille-III (2000-2007) et à Sorbonne Université (2007-2022). Il est membre honoraire de l'IUF (2011-2016). Il est chercheur au GEMASS .

## Activités  de recherche et éditoriales
Historien des sciences sociales et sociologue économiste,, ses principaux thèmes de recherches sont l’histoire des sciences sociales françaises (18e et 19e siècles), la sociologie durkheimienne, la sociologie économique des différentes institutions d’échange (marché, dons, appariement).
Il s'intéresse également à la sociologie relationnelle et la sociologie de la fête,.
Il publie Donner … Une histoire de l’altruisme en 2016 et Comment ça matche. Une sociologie de l’appariement (en collaboration avec M. Simioni en 2022. Il est membre de l’équipe des éditeurs des Œuvres économiques complètes de Jean-Baptiste Say.
Il co-dirige[Quand ?] en collaboration avec François Vatin la « Bibliothèque des Sciences Sociales » aux éditions Classiques Garnier et, en collaboration avec Sophie Dubuisson-Quellier et Marie Trespeuch, la collection « Sociologie économique » aux Presses de Sorbonne Université.
Les réflexions initiées par Philippe Steiner ont été  commentées par un ensemble de sociologues français et brésiliens dans L’économie au pari de la sociologie (S. Naulin, M. Simioni et M. Trespeuch dir.), Sorbonne Université Presses, 2023.

## Ouvrages récents
- Sociologie relationnelle, Presses universitaires de France, 2024[12].
- La société du matching (avec M. Simioni), Presses de sciences-Po, 2024[13].
- Faire la fête. Sociologie de la joie, Presses universitaires de France, 2023[14].
- Comment ça matche. Une sociologie de l’appariement, (direction, en collaboration avec M. Simioni), Presses de Sciences-Po, 2022[15].
- Donner. Une histoire de l’altruisme, Presses universitaires de France, 2016[16], traduction portugaise, Altruismo, dons e trocas simbólicas, Editora Universidade Estadual Paulista, 2016 : « Adolphe Blanqui Prize » Best Book Award de la European Society for the History of Economic Thought (2017)[17].
- La solidarité à distance. Quand les dons passent par l’organisation, (direction en collaboration avec S. Naulin), Presses de l’université du Midi, 2016[18].
- Calcul et Morale. Coût de l’esclavage et valeur de l’émancipation (avec C. Oudin-Bastide), Albin Michel, 2015[19] ; traduction anglaise, Calculation and Morality, Oxford University Press, 2019[20] : "Joseph Spengler Prize", Best Book Award de la History of Economic Society (2021)[21] et "Adolphe Blanqui Prize" Best Book Award de la European Society for the History of Economic Thought (2022)[17] ; traduction russe, 2024[22].
- Marchés contestés. Quand le marché rencontre la morale, (direction, en collaboration avec M. Trespeuch), Presses de l’université du Mirail, 2015[23],[24].
- Les rémunérations obscènes, La Découverte-Zone, 2011[25] ; traduction italienne 2012[26].
- La transplantation d’organes. Un commerce nouveau entre les êtres humains, Gallimard, 2010[27].
- Traité de sociologie économique, (direction, en collaboration avec F. Vatin), Presses universitaires de France, 2009, 2e édition 2013[28].
- L’école durkheimienne et l’économie. Sociologie, religion et connaissance, Droz, 2005[29] ; traduction anglaise, Durkheim and the Birth of Economic Sociology, Princeton University Press, 2010[30].
- La sociologie économique, La Découverte, 1999, 4e édition 2012[31] ; traduction italienne (2001)[32], portugaise (2006)[33] et espagnole (2014)[34].